# Limba aimara
Aimara (Aymar aru) este o limbă amerindienă vorbită în America de Sud de 2.446.642 de oameni  (în majoritate de către membri al poporului aimara) și este așadar una din cele mai vorbite limbi amerindiene din lume. Cu limba jaqaru (740 de vorbitori) este grupată în familia limbilor aimarane.
Aimara este una din cele 36 de limbi oficiale în Bolivia și o limbă oficială la nivel regional în Peru.

## Distribuție geografică
Limba aimara este vorbită în America de Sud pe platoul Altiplano în Munțiilor Anzi. Este vorbită în următoarele țări:
- Argentina: 30.000 vorbitori (data necunoscută)
- Bolivia: 1.790.000 vorbitori (anul 1987)
- Chile: 900 vorbitori (anul 1994)
- Peru: 442.000 vorbitori de aimara centrală (anul 2000) și 219.000 vorbitori de aimara sudică (anul 2006).

În Argentina, Bolivia și Chile doar aimara centrală este vorbită. Aimara sudică este folosită în regiunea între Lacul Titicaca și Oceanul Pacific în Peru. Cele mai mulți vorbitori de aimara sunt bilinguali, vorbind aimara și spaniolă.

## Clasificare și limbi înrudite
Limba aimara este o limbă amerindienă din grupul limbilor aimarane. Este subîmpărțită în două dialecte: aimara centrală, vorbită de 2.262.900 de oameni și aimara sudică, vorbită de 219.000 de oameni în Peru. Există diferențe în vocabularul și în conjugarea verbelor între aceste două dialecte.
Există doar o singură altă limbă în acest grup, limba jaqaru, vorbită de doar 740 de persoane în două sate în regiunea Lima, Peru. Conform „Cărții roșia a limbilor în pericol” a organizației internaționale UNESCO, Jaqaru este o limbă „periclitată”. Jaqaru are încă un dialect, denumit cauqui sau kawki, care este uneori considerat o proprie limbă. Cu doar 11 vorbitori în anul 1998, cauqui este pe cale de dispariție.

## Sunete

### Vocale
Limba aimara are doar trei perechi de vocale: a, i, u. Fără diacritice aceste vocale sunt pronunțate scurt, iar cu tremă, lung (ä, ï, ü). În combinație cu consoane uvulare (q, q', qh, x) are loc o mutație fonetică în pronunția vocalelor i și u (/i/ → [e], /u/ → [o]). Aimara nu are diftongi, iar două semivocale (w și y).

### Consoane
Limba aimara are 26 de foneme consonantice (două dintre ele fiind semivocalele j și w). Oclusivele sunt grupate în trei perechi: oclusive surde, oclusive aspirate și oclusive glotalizate.
|           |             | Bilabiale | Dentale/ Alveolare | Postalveolare | Palatale | Velare | Uvulare |
| --------- | ----------- | --------- | ------------------ | ------------- | -------- | ------ | ------- |
| Nazale    | Nazale      | m         | n                  |               | ɲ        |        |         |
| Oclusive  | surde       | p         | t                  | tʃ            |          | k      | q       |
| Oclusive  | aspirate    | pʰ        | tʰ                 | tʃʰ           |          | kʰ     | qʰ      |
| Oclusive  | glotalizate | pʼ        | tʼ                 | tʃʼ           |          | kʼ     | qʼ      |
| Fricative | Fricative   |           | s                  |               |          | x      | χ       |
| Vibrante  | Vibrante    |           | r                  |               |          |        |         |
| Laterale  | Laterale    |           | l                  |               | ʎ        |        |         |
| Sonante   | Sonante     |           |                    |               | j        | w      |         |

## Ortografie
Limba aimara are o ortografie fonemică și folosește alfabetul latin cu niște digrame, o trigramă și semne diacritice.
Digraful ch se folosește pentru consoana oclusivă palatală (k) și ll pentru consoana laterală palatală (ʎ). Digrafele ph, th, kh și qh sunt folososite pentru oclusivele aspirate (pʰ, tʰ, kʰ și qʰ). Pentru consoana oclusivă postalveolară (tʃʰ) se folosește trigraful chh.
Semnul ñ se folosește pentru consoana nazală palatală (ɲ) și semnele p', t', ch', k' și q' pentru oclusivele glotalizate (pʼ, tʼ, tʃʼ, kʼ și qʼ). Pentru vocalele lungi se adaugă un trema pe vocalul inițial (ä, ï, ü).

### Alfabetul aimara
Alfabetul aimara are 26 de consoane, 3 vocale și trei vocale lungi.
| Alfabetul aimara | Alfabetul aimara | Alfabetul aimara | Alfabetul aimara | Alfabetul aimara | Alfabetul aimara | Alfabetul aimara | Alfabetul aimara | Alfabetul aimara | Alfabetul aimara | Alfabetul aimara | Alfabetul aimara | Alfabetul aimara | Alfabetul aimara | Alfabetul aimara | Alfabetul aimara | Alfabetul aimara | Alfabetul aimara | Alfabetul aimara | Alfabetul aimara | Alfabetul aimara | Alfabetul aimara | Alfabetul aimara | Alfabetul aimara | Alfabetul aimara | Alfabetul aimara | Alfabetul aimara | Alfabetul aimara | Alfabetul aimara | Alfabetul aimara | Alfabetul aimara | Alfabetul aimara | Alfabetul aimara |
| ---------------- | ---------------- | ---------------- | ---------------- | ---------------- | ---------------- | ---------------- | ---------------- | ---------------- | ---------------- | ---------------- | ---------------- | ---------------- | ---------------- | ---------------- | ---------------- | ---------------- | ---------------- | ---------------- | ---------------- | ---------------- | ---------------- | ---------------- | ---------------- | ---------------- | ---------------- | ---------------- | ---------------- | ---------------- | ---------------- | ---------------- | ---------------- | ---------------- |
| Literă           | a                | ä                | ch               | chh              | ch'              | i                | ï                | j                | k                | k'               | kh               | l                | ll               | m                | n                | ñ                | p                | ph               | p'               | q                | qh               | q'               | r                | s                | t                | th               | t'               | u                | ü                | w                | x                | y                |
| Fonem            | a                | a:               | k                | tʃʰ              | tʃʼ              | i                | i:               | x                | k                | kʼ               | kʰ               | l                | ʎ                | m                | n                | ɲ                | p                | pʰ               | pʼ               | q                | qʰ               | qʼ               | r                | s                | t                | tʰ               | tʼ               | u                | u:               | w                | χ                | j                |